# 東野町
東野町（ひがしのちょう）は、かつて広島県に存在した町。町域は大崎上島の北部を占めていた。
2003年4月1日、同じ大崎上島町にあった豊田郡の大崎町・木江町と合併（新設合併）し、豊田郡大崎上島町となり消滅した。

## 地理
穏やかな水面を湛えた浦々に美しく佇む島々は夕日に輝く馨しい瀬戸内の情緒を今に残す。旅人もまた足しげくこの地を訪れ、初秋の夕凪、潮の香り、静かなる歌声に時を忘るる。
- 島（大崎上島を除く）
  - 生野島
  - 契島
  - 臼島
  - 木臼島
  - 箕島
  - 木村島
  - 二子島
  - 箱島
  - 大琴島
  - 小琴島
  - 鍋島
  - 楠木小島
  - 桶島
  - 佐組島
  - 船島
  - 唐島

## 沿革
- 1889年4月1日 - 町村制施行により豊田郡東野村が成立する。
- 1920年1月1日 - 一部地域（道中など）が分立し、同じく分立した豊田郡中野村の一部（野賀など）と合体して木ノ江町（1943年10月1日木江町に改称）が成立する。
- 1964年4月1日 - 町制施行して豊田郡東野町になる。
- 2003年4月1日 - 同じ大崎上島にあった豊田郡の大崎・木江両町と合併（新設合併）し、豊田郡大崎上島町となり消滅する[1]。

## 名所・旧跡
- 阿弥陀寺
- 古社八幡宮
- 住吉祭
- 櫂伝馬
- メバル崎港
- 大崎公園
- 海と島の歴史資料館（大望月邸）-望月圭介の生家
- 二子島の夕日
- 生野島の史跡
- 保護水面

## 産業
- くるまえび養殖、柑橘栽培、造船業、亜鉛精錬（契島）

## 大字
- 編成されず（一度も合併を経験してこなかったため）

## 交通（2003年3月31日当時のデータ）

### 鉄道
- 町内は一切通過していない。

### 道路
- 国道
  - 町内は一切通過していない。

- 主要地方道
  - 広島県道65号大崎上島循環線

- 一般県道
  - 広島県道358号大田木ノ江線

### 港湾
- 白水港…竹原港や生野島・契島へのフェリーボートが発着する。
- 垂水港…竹原港へのフェリーボートが発着する。
- メバル崎港…竹原港への旅客船が発着する。
- 福浦桟橋（生野島）…白水港・契島との通船
- 契島桟橋
- 古江桟橋
- 白水桟橋
- 矢弓桟橋
- 大田桟橋

## 教育（2003年3月31日当時のデータ）
- 小学校
  - 東野町立東野小学校

- 中学校
  - 東野町立東野中学校

- 高等専門学校
  - 国立広島商船高等専門学校